# 1913 Sekanina
1913 Sekanina је астероид главног астероидног појаса са средњом удаљеношћу од Сунца која износи 2,877 астрономских јединица (АЈ).
Апсолутна магнитуда астероида је 11,5.